# Konfederační dolar
Konfederační dolar neboli Dolar Konfederovaných států (anglicky Confederate States dollar) byl měnou v Konfederaci jedenácti jižních států Spojených států amerických mezi lety 1861 a 1865. Měna byla podložena pouze příslibem,  že držiteli bude vyplaceno odpovídající množství zlata nebo stříbra, v případě, že Konfederace vyhraje válku.

## Historie
V době, kdy v roce 1861 začala občanská válka, vláda Spojených států netiskla papírové peníze; razila pouze mince. Pro financování válečných aktivit tak vláda Konfederace začala tisknout bankovky, které byly de facto dluhopisy, protože nebyly kryty zlatem, nýbrž byly podloženy příslibem zisku zlata, avšak pouze v případě vítězství Jihu.  To bylo uvedeno přímo na bankovkách, kde byl natisknut text: „Šest měsíců po ratifikaci mírové smlouvy mezi Státy Konfederace a Státy Unie zaplatí Konfederační státy americké částku uvedenou na bankovce osobě, která ji drží." Tyto bankovky se běžně nazývaly „graybacks“ po vojácích Konfederace, kteří nosili šedé uniformy.
Dne 9. března 1861 schválila vláda Konfederace první tisk, a to v objemu jednoho milionu dolarů. Je ironií, že tato první várka konfederačních bankovek byla vytištěna v New Yorku společností National Bank Note Company a následně propašována na jih. Další várky byly tištěny v Louisianě, Jižní Karolíně a Virginii. Celkově mezi lety 1861 a 1864 vytvořily Konfederace 72 vzorů bankovek. Koncem roku 1864, několik měsíců před koncem války, měl jeden konfederační dolar hodnotu pouhých tří centů v měně Unie, s porážkou Konfederace pak ztratila měna veškerou hodnotu.

## Galerie

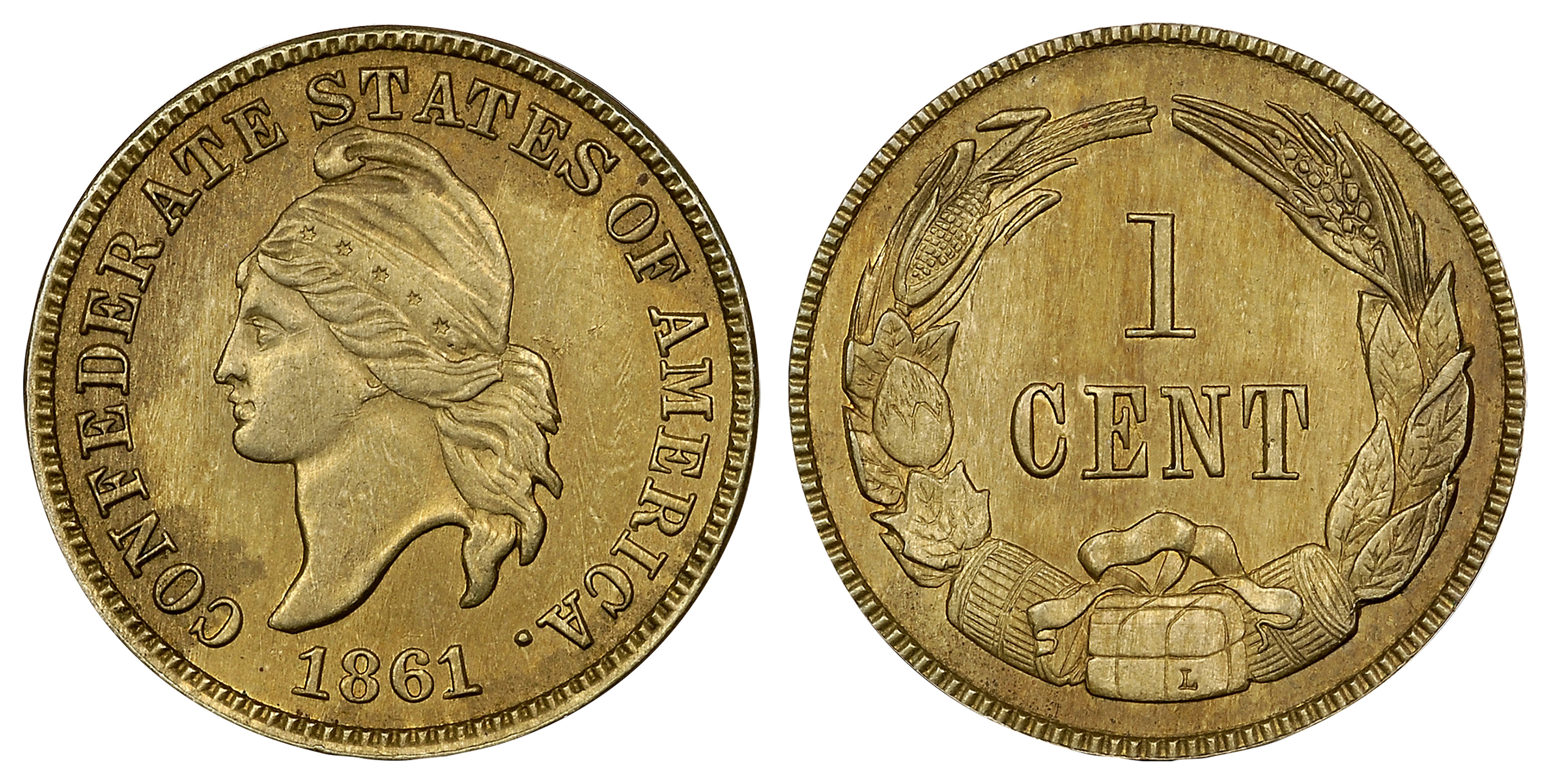
Jednocentová mince z roku 1861
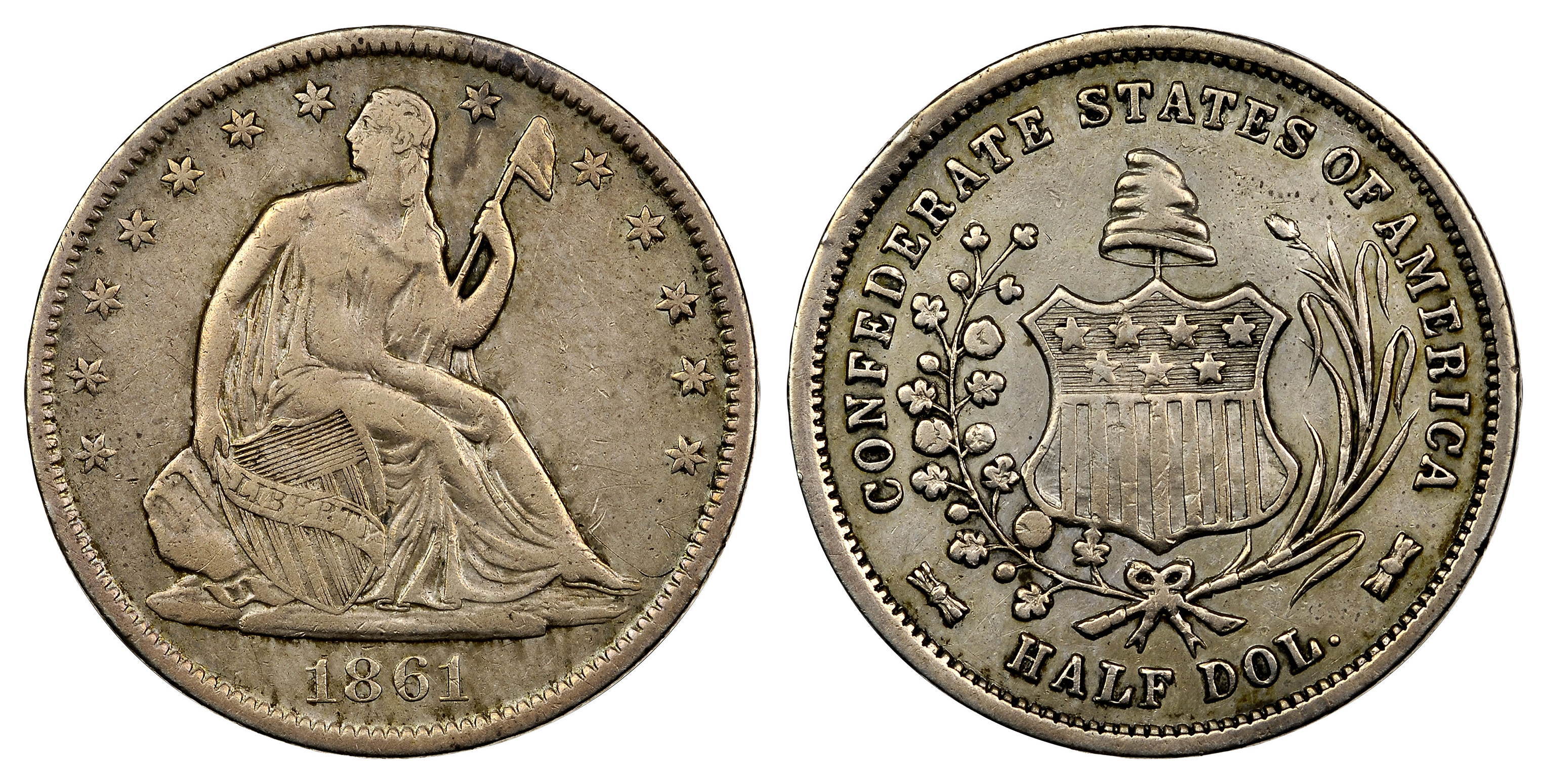
Padesáticentová mince z roku 1861
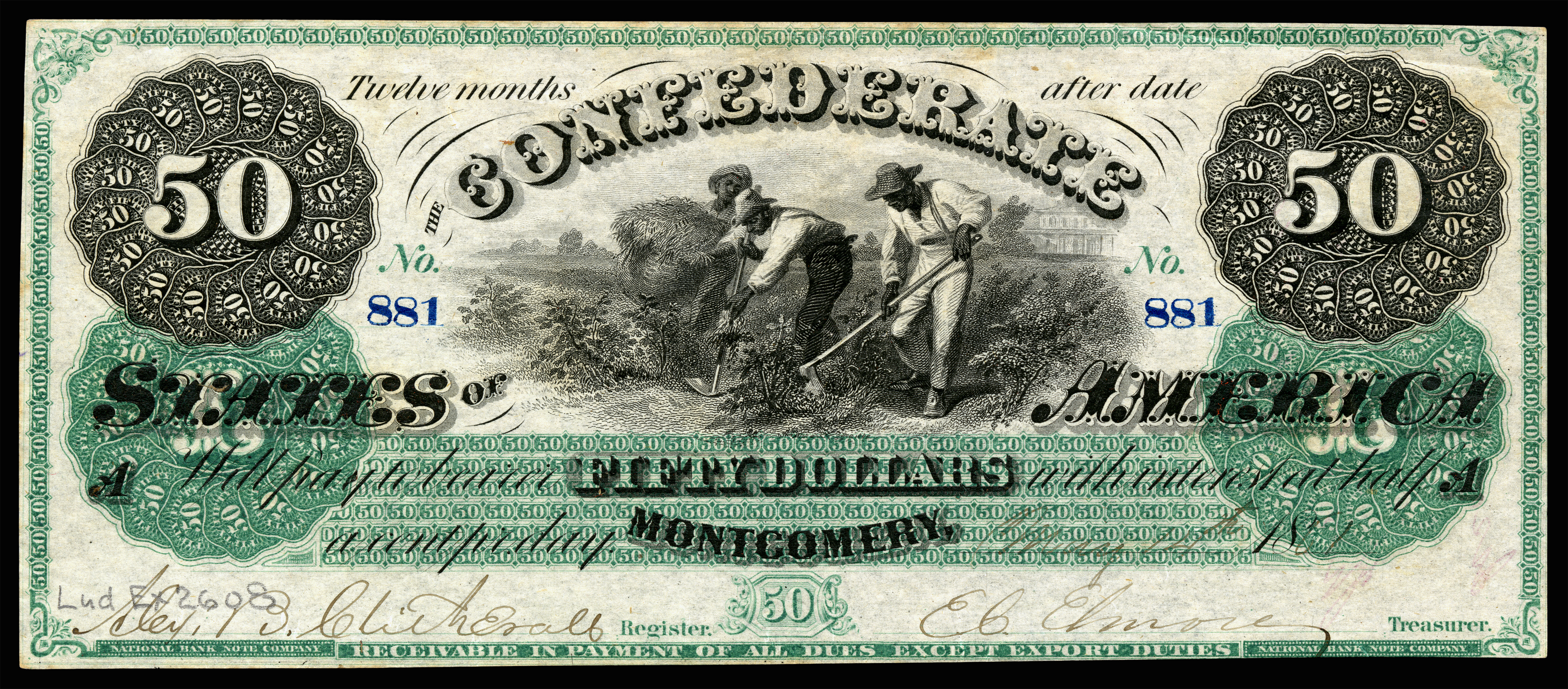
Padesátidolarová bankovka z roku 1861
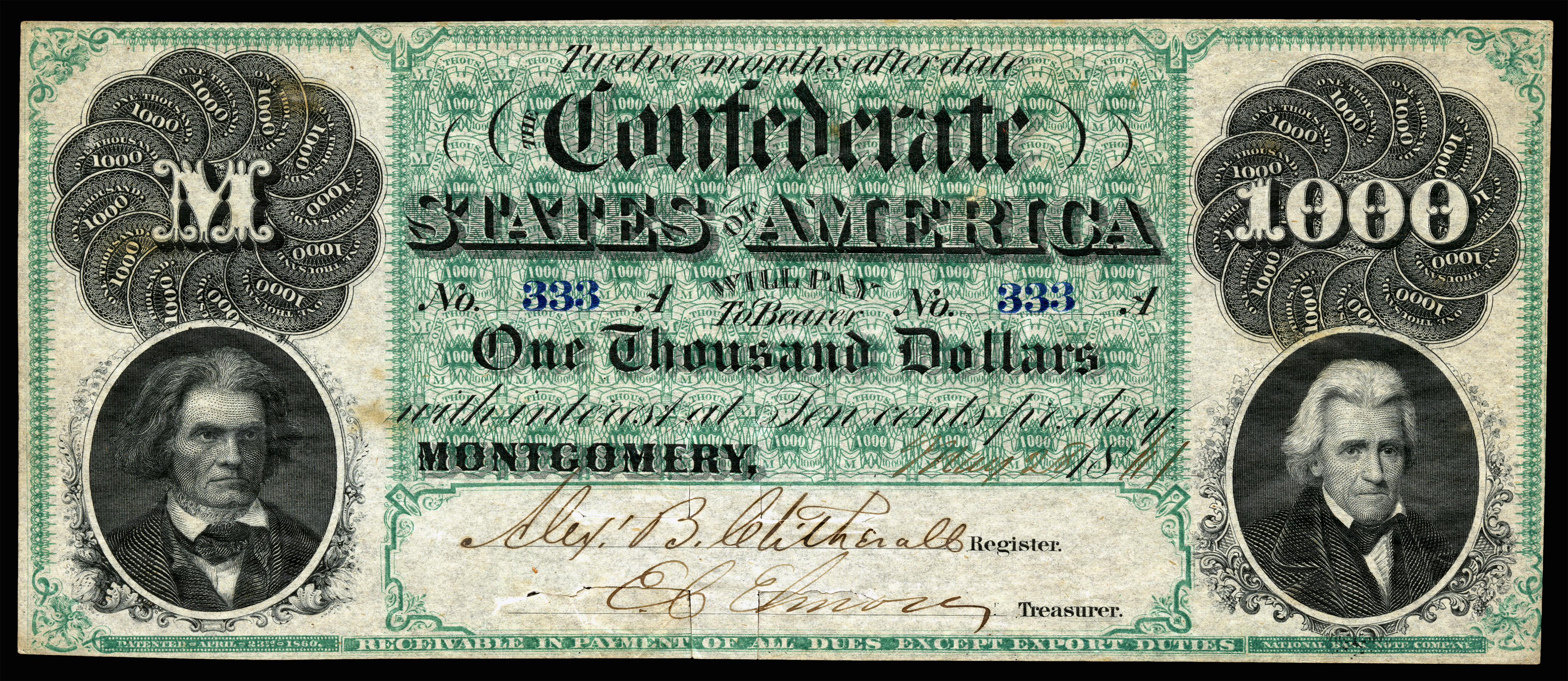
Tisícidolarová bankovka z roku 1861
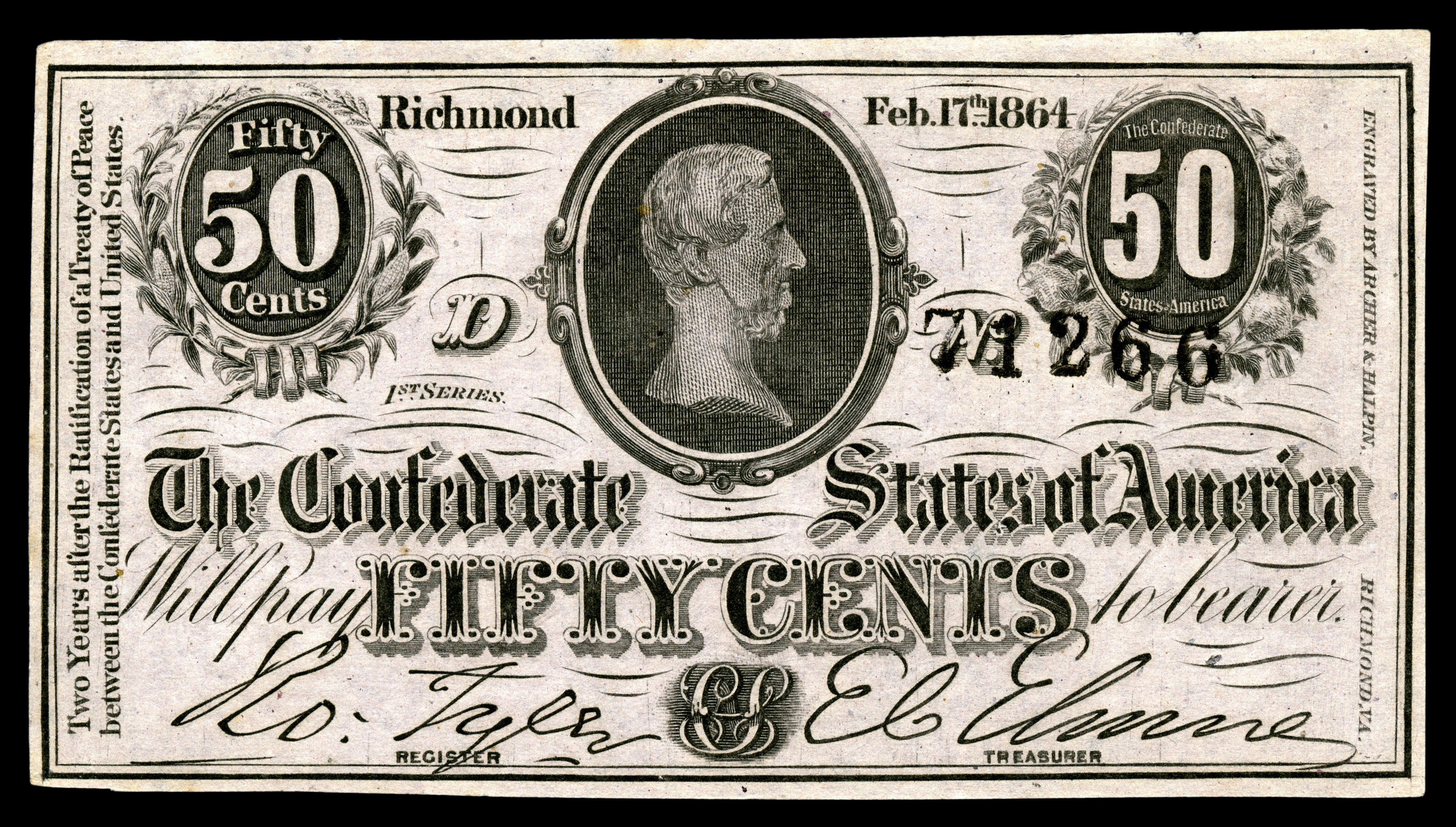
Padesáticentová bankovka z roku 1864